# メニッペ (小惑星)
メニッペ (188 Menippe) は、小惑星帯に位置する暗くて岩石質の小惑星の一つ。
1878年6月18日にアメリカ合衆国の天文学者、クリスチャン・H・F・ピーターズによりニューヨーク州クリントンで発見され、ギリシア神話に登場するメニッペにちなんで命名された。